# TV Piratini
TV Piratini foi uma emissora de televisão brasileira com sede em Porto Alegre. Retransmitia a programação da Rede Tupi além de gerar programas locais. Foi extinta em 18 de julho de 1980 após o cassação da concessão da Rede Tupi em São Paulo.

## História
A TV Piratini de Porto Alegre, canal 5 VHF, foi a primeira emissora de televisão do Rio Grande do Sul, fundada em 20 de dezembro de 1959, então dirigida por um comunicador gaúcho, o jornalista Sérgio Reis, que mais tarde assumiria a TV Guaíba. O jornalista Lauro Schirmer foi seu primeiro diretor de telejornalismo.
Entre seus programas locais, a emissora da Rede Tupi apresentava todas as noites o Diário de Notícias na TV, apresentado por jornalistas como Ênio Rockenbach, Melchíades Stricher e o mais tarde deputado federal Ibsen Pinheiro. Ênio Rockenbach também apresentou, a partir de 1961, o programa sobre futebol Em Mangas de Camisa. Mimi Moro passou décadas ensinando as gaúchas a cozinhar no programa Cozinhando com Dona Mimi. As notícias eram apresentadas por Celso Ferreira, que mais tarde foi apresentar o Rede Regional de Notícias do Jornal do Almoço. Ernani Behs apresentava o Varig Convida, sobre viagens internacionais.
A TV Piratini fazia parte do Grupo Diários Associados, de Assis Chateaubriand. Em 18 de julho de 1980, saiu do ar devido ao cancelamento da concessão da Rede Tupi. Ênio Rockenbach foi seu primeiro apresentador. Seu símbolo era o índio Curumim.
Após a TV Piratini ser fechada, o canal 5 ficou sem sinal por um ano. Na época em que saiu do ar em 1980, a emissora tinha como concorrentes em Porto Alegre as então independentes TV Guaíba (canal 2, atual Record Guaíba) e TV Pampa (canal 4, afiliada à RedeTV! atualmente), a TVE RS (canal 7, afiliada à TVE Brasil, atual TV Brasil), a Band RS (canal 10, afiliada da Band) e a TV Gaúcha (canal 12, afiliada da TV Globo).

## Posteriormente
Após a extinção da TV Piratini, o Governo Federal abriu uma concorrência pública em 23 de julho do mesmo ano para as concessões de TV cassadas. O Grupo Silvio Santos adquiriu cinco concessões, entre elas a do canal 5 VHF de Porto Alegre, e em 26 de agosto de 1981, criou a TVS Porto Alegre (hoje SBT RS), emissora própria do SBT.
Os antigos estúdios da TV Piratini no Morro Santa Teresa passaram a serem utilizados pela TVE RS, que também passou a cuidar do seu acervo de imagens. No entanto, em 9 de abril de 1983, um incêndio consumiu as instalações, onde também perderam-se todas as fitas. Sua antiga torre de transmissão foi demolida por falta de manutenção nos anos seguintes. Durante a administração da TVE RS pelo jornalista Cândido Norberto, a emissora passou a se chamar TVE Piratini, em homenagem ao antigo canal 5 e em alusão ao Palácio Piratini, sede do governo estadual, do qual a emissora pertencia.